# Gaggi
Gaggi – miejscowość i gmina we Włoszech, w regionie Sycylia, w prowincji Mesyna.
Według danych na rok 2004 gminę zamieszkiwały 2692 osoby, 384,6 os./km².